# Yoav Gallant
Yoav Gallant (hebreiska: יוֹאָב גָּלַנְטְ), född 8 november 1958 i Jaffa i Israel är en israelisk politiker och före detta general i Israels försvarsmakt. Han var medlem i regeringspartiet Likud, och har varit Israels försvarsminister sedan 2022. Efter att ha tjänstgjort i armén i 35 år gjorde han politisk debut 2015, då han gick med i det nybildade centerpartiet Kulanu, och fick då sin första ministerpost som konstruktionsminister. År 2019 gick han med i högerpartiet Likud, och har sedan dess innehaft flera ministerposter. Han har även en plats i Knesset.
Gallant har haft en tongivande roll i flera konflikter som Israel varit involverat i under 2000-talet. Under Gazakriget (2008–2009) var han befälhavare för det södra kommandot och planerade operation Gjutet bly, då Israel bombade mål i Gaza för att sätta stopp för raketbeskjutningen mot israeliska städer. Som försvarsminister hade han stort inflytande över den israeliska strategin under kriget mellan Hamas och Israel, då han även var medlem i landets säkerhetskabinett.
Han var mellan 2022 och 2024 Israels försvarsminister.

## Biografi
Yoav Gallant föddes den 8 november 1958 i Jaffa till polsk-judiska immigranter. Hans mor Fruma var förintelseöverlevare, och hans far Michael stred mot nazisterna i partisanstyrkor i dagens Ukraina och Belarus. Han är uppvuxen i Ramat Gan och Givatayim, och har en kandidatexamen i affärer och finanshantering från universitetet i Haifa. Han har även studerat företagsledning vid Harvard. Han är gift och har tre barn.

## Militär karriär
Gallant inledde sin militära karriär 1977 i israeliska flottans specialförband Shayetet 13. Efter att ha klättrat i rang lämnade han 1993 flottan för armén, där han tjänstgjorde som befälhavare för Jenin-brigaden. Han återvände sedan till flottan, och hade då befälet över Shayetet 13. Efter tre år på posten lämnade han flottan för gott då han 2001 utsågs till befälhavare för Gaza-divisionen. 2002 blev han befordrad till generalmajor och jobbade som militärsekreterare för dåvarande premiärminister Ariel Sharon. Tre år senare utsågs han till kommendör för det södra kommandot, med ansvar för hela Negevöknen. 
Under denna period genomförde Hamas en räd på israeliskt territorium där de dödade två israeliska soldater och kidnappade en tredje, Gilad Shalit. Som svar lanserade Israel operation sommarregn, där Gallant hade en ledande roll. Insatsen ledde till minskad raketbeskjutning från Gaza men misslyckades med att frita Shalit. Gallant var också den som planerade de israeliska operationerna under Gazakriget 2008–2009, där förstörelsen i Gaza ledde väckte internationell kritik, men också ledde till att raketbeskjutningen mot Israel i princip upphörde.
2010 var han på väg att utses till Israels högsta militära chef av dåvarande försvarsminister Ehud Barak, men detta blev aldrig av då det framkommit att Gallant tagit allmän mark bredvid sitt hem i anspråk.

## Politisk karriär
2015 gick han med i det nybildade centerpartiet Kulanu, och var det andra namnet på partilistan inför valet. Partiet fick 10 platser och ingick i regeringskoalitionen, där Gallant utsågs till konstruktionsminister. 
2019 lämnade han sin ministerpost och gick med i högerpartiet Likud, och blev omedelbart Alijah- och integrationsminister. I efterföljande val utsågs han till utbildningsminister. 2022 utsågs han till Israels försvarsminister, och var under denna period kritisk till regeringskoalitionens kontroversiella rättsreformer, som av oppositionen anklagades för att utgöra ett hot mot demokratin, och uppmanade till förhandling mellan parterna. Detta fick premiärminister Benjamin Netanyahu att avskeda honom, vilket utlöste massiva protester i landet, varefter Gallant fick sitta kvar.
Han var även försvarsminister under kriget mellan Hamas och Israel, och hade då ett stort inflytande över den israeliska strategin i Gaza.